# Sh2-126
Sh2-126 è una nebulosa a emissione visibile nella costellazione della Lucertola.
Si individua nella parte meridionale della costellazione, a circa 1° in direzione ovest rispetto alla stella 10 Lacertae, una stella blu di sequenza principale di classe spettrale O9V; ha l'aspetto di un tenue filamento orientato in senso nordest-sudovest, invisibile alla semplice osservazione tramite strumenti amatoriali a causa della sua debolezza. Il periodo più indicato per la sua osservazione nel cielo della sera ricade nei mesi compresi fra agosto e gennaio, in particolare per le regioni poste nell'emisfero boreale.
Sh2-126 costituisce il filamento nebuloso più brillante del complesso di nubi disperse associate a Lacerta OB1, un'associazione OB posta a circa 370 parsec (1200 anni luce) di distanza, ad una latitudine galattica piuttosto elevata; la fonte della ionizzazione dei suoi gas è l'intensa radiazione ultravioletta della stella 10 Lacertae, l'astro dominante dell'associazione di cui fa parte. Nei pressi di questa nube si trova il lungo filamento catalogato come LBN 437, associata ad un gruppo di stelle di pre-sequenza principale e stelle Ae/Be di Herbig.